# Jane Barkman
Jane Louise Barkman, później Brown (ur. 20 września 1951 w Bryn Mawr) – amerykańska pływaczka. Trzykrotna medalistka olimpijska.
Specjalizowała się w stylu dowolnym. Brała udział w dwóch igrzyskach (IO 68, IO 72), na obu zdobywała medale. W 1968 triumfowała w kraulowej sztafecie oraz była trzecia na dystansie 200 m w tym stylu. Po igrzyskach przerwała karierę, wznowiła treningi przed kolejną olimpiadą. Ponownie znalazła się – jako jedyna pływaczka z 1968 roku – w składzie zwycięskiej sztafety.